# 4059 Balder
A 4059 Balder (ideiglenes jelöléssel 1987 SB5) a Naprendszer kisbolygóövében található aszteroida. Poul Jensen fedezte fel 1987. szeptember 29-én.